# Violeta Boreikienė
Violeta Boreikienė (* 29. Februar 1960 in Tauragė) ist eine litauische Politikerin.

## Leben
Von 1978 bis 1982 absolvierte sie das Studium an der Wirtschaftsfakultät an der Vilniaus valstybinis universitetas und von 1994 bis 1999 das Masterstudium der Wirtschaft und Managements an der Vytauto Didžiojo universitetas.
Von 1987 bis 1992 arbeitete sie im Unternehmen „Maistprekyba“, von 1992 bis 1996 bei „Vitebskas“ als Direktorin. Von 2003 bis 2004 war sie Mitglied im Stadtrat Kaunas, von 2004 bis 2008 Mitglied des Seimas.
Sie ist verheiratet mit Romualdas Boreika (* 1955).